# Marta Fernández
Marta Fernández, née le 21 décembre 1981 à Barcelone, est une joueuse espagnole de basket-ball, évoluant au poste d'arrière. Elle est la sœur aînée de Rudy Fernández, également international espagnol de basket-ball.

## Club
- 1998-2000 : UB-FC Barcelone
- 2000-2001 : CAB Madeira
- 2000-2001 : Universidad La Laguna
- 2001-2005 : Ros Casares Valence
- 2005-2006 : Mann Filter Zaragoza
- 2006-2007 : UB-FC Barcelone
- 2007 : Sparks de Los Angeles
- 2007-2010 : Wisła Cracovie
- 2010-2011 : TTT Riga
- 2010-2011 : Ros Casares Valence
- 2011-: Perfumerias Avenida Salamanque

## Palmarès
- Jeux olympiques d'été
  - 6e des Jeux olympiques de 2004 à Athènes
- Championnat du monde
  - 8e du Championnat du monde 2006 au Brésil
- Médaille de bronze au Championnat du monde 2010
- Championnat d'Europe
  -  Médaille de bronze du Championnat d'Europe 2005 en Turquie
  -  Médaille de bronze du Championnat d'Europe 2003 en Grèce

## Distinctions personnelles
- WNBA All-Rookie Team 2007 [2]